# مطار ألكسا رايت بانير بادانجيلين
مطار ألكسا رايت بانير بادانجيلين (بالصينية: 阿拉善右旗巴丹吉林机场) (إياتا: RHT) مطار عام يقع بمدينة Alxa Right Banner في منغوليا الداخلية في الصين. تم افتتاحه في 17 ديسمبر 2013.

## شركات الطيران والوجهات
| شركـات طيـران | الوجهات                       |
| ------------- | ----------------------------- |
| Joy Air       | مطار ألكسا لفت بانير بايانهوت |

## وصلات خارجية
- http://www.flightstats.com/go/Airport/airportDetails.do?airportCode=RHT